# Campsicnemus caffer
Campsicnemus caffer är en tvåvingeart som beskrevs av Charles Howard Curran 1926. Campsicnemus caffer ingår i släktet Campsicnemus och familjen styltflugor. Inga underarter finns listade i Catalogue of Life.